# Escola Municipal de Treball
L'Institut Escola Municipal de Treball és un centre públic d'ensenyament secundari de Granollers de titularitat municipal i sostingut mitjançant un conveni amb el Departament d'Ensanyament de la Generalitat de Catalunya.
El centre ofereix també estudis de Batxillerat, Cicles Formatius de Grau Mitjà (CFGM) i Cicles Formatius de Grau Superior (CFGS).

## Història
El 28 de juliol de 1917, l'Ajuntament de Granollers aprova les bases per a la creació i funcionament d'una escola de segon ensenyament de comerç i pràctica i oficis. El juny del 1920 es pren l'acord per crear una Escola d'Arts i Oficis, que s'instal·la en un edifici del carrer del Conestable de Portugal, propietat de Josep Serrat i Bonastre, compartint espai amb el Col·legi de Segon Ensenyament. Acabada la guerra, l'escola es trasllada al carrer de Corró, i el 1943 es constitueix el Patronat com a primera estructura pròpia.
El 1955, el Ministeri d'Educació reconeix oficialment els seus estudis, i s'inauguren els nous tallers al carrer de Corró. 5 anys més tard, el 1960, l'escola passa a ser un centre oficial no reconegut, posant en marxa els primers cursos de règim diurn. Després de variar la seva localització en diverses ocasions, el curs 1962-1963 s'inaugura el centre en les instal·lacions actuals, al carrer Roger de Flor. Posteriorment, el curs 1966-1967 s'incorporen ensenyaments d'Oficialia i, tres anys més tard, els ensenyaments de Mestratge.
El 1975, l'Escola es reconeix com a centre homologat de formació professional de primer grau. El 1979, coincidint amb la catalogació del centre com a institut politècnic, s'obren els nous blocs de l'edifici; fins a 1982, s'aniran inaugurant tots. El 1987, el Departament d'Ensenyament de la Generalitat signa un conveni per al funcionament de l'Escola, equiparant-la a escola pública.

## Organigrama de l'equip directiu
L'equip directiu del centre està format pels següents membres:
- Directora: Montserrat Bosch
- Secretària: Eulàlia Castells
- Administrador econòmic: Jordi Hernández
- Sotsdirector / Cap d’Estudis d’ESO i Batxillerat: Antoni Corral
- Cap d’Estudis de Formació Professional: Enric Pagès
- Cap d’Estudis d’empresa: Josep Mª Garcia
- Coordinació pedagògica: Laura Pou

## Projectes de l'escola

#### Projectes internacionals: Erasmus+
L'Institut Escola Municipal de Treball ha participat en diversos projectes d'àmbit europeu amb estudiants de secundària i de formació professional, com ara Erasmus, Leonardo da Vinci, Comenius i E-twinning. Amb aquestes iniciatives permeten als estudiants adquirir noves competències i habilitats lingüístiques, així com millorar l'autonomia i fomentar l'ocupabilitat dels alumnes dins del mercat laboral, sobretot en el cas dels cicles formatius.
Participar en el projecte Erasmus+ permet internacionalitzar i modernitzar el centre, així com afavorir l'intercanvi d'aptituds professionals entre la mateixa escola i d'altres que col·laboren amb ella.

#### Activa
L'EMT participa en la Xarxa Activa des de 2019. El programa, creat per la Direcció General de Formació Professional i Ensenyaments de Règim Especial, té la voluntat d'impulsar la contextualització de currículums de formació professional a través de l'aprenentatge per projectes, fomentant metodologies actives. D'aquesta manera, l'escola procura utilitzar mètodes d'aprenentatge que es basin en reptes o objectius similars o propers a la realitat laboral.

#### Emprèn
El centre també participa en la Xarxa Emprèn des de l'any 2019, un programa que aposta pel foment de l'emprenedoria i dels seus valors en centres educatius d'FP d'arreu de Catalunya, donant suport a la creació de projectes emprenedors de l'alumnat.

#### Innova
La participació de l'escola en la Xarxa Innova és vigent des de 2017. Es tracta d'un programa que promou la col·laboració d'empreses i centres de formació professional, permetent la realització de projectes d'innovació o transferència de coneixement entre l'EMT i empreses de l'entorn. D'aquesta manera, pot mantenir actualitzats els coneixements del professorat i, sobretot, millorar la capacitació de l'alumnat dels cicles formatius.

#### Orienta
L'EMT participa en la Xarxa Orienta des de l'any 2020, procurant millorar l'acompanyament i orientació de l'alumnat en les transicions educatives i professionals. Per tal d'aconseguir aquest objectiu, l'escola porta a terme una avaluació diagnòstica de l'alumnat, ajudant-lo en l'elaboració del seu informe personal d'orientació professional. Aquest informe actua com una guia que permet definir els sues interessos professionals o conèixer les seves capacitats transversals, així com definir les empreses en què vol treballar i l'itinerari educatiu que haurà de seguir per aconseguir l'especialització desitjada.

#### Empresa
La participació de l'EMT en la Xarxa Empresa, des de l'any 2020, permet oferir a l'alumnat estratègies per a fomentar la presentació d'un conjunt de serveis complementaris a les empreses i entitats.

#### Futura
L'EMT participa en el programa Futura, que impulsa la recerca i desenvolupament, mitjançant xarxes organitzades per famílies professionals de centres de tot Catalunya i empreses. D'aquesta manera, es poden crear contextos de reflexió, detectar nous escenaris de futur o elaborar i difondre propostes didàctiques, tot avançant cap a la modernització i excel·lència professional.

#### CatSkills
L'Escola Municipal de Treball participa també a CatSkills, els Campionats d'FP de Catalunya, on el Departament d'Educació de la Generalitat organitza i promou competicions de diferents  destreses. La iniciativa permet estimular a estudiants, professorat i empresses, sent una valuosa plataforma d'intrcanvi un fòrum de debat sobre l'evolució dels estàndars professionals, la qualitat i la innovació en diferents sectors productius.